# Sink (Plastic Tree歌曲)
《Sink》是日本視覺系樂團Plastic Tree的第5張單曲。1999年8月25日由WARNER MUSIC JAPAN（日本華納音樂）發行。

## 概要
《Sink》是視覺系樂團Plastic Tree自從上一張單曲《Tremolo》之後，相隔約5個月半發行的最新單曲，也是Plastic Tree的眾多單曲中創下最高銷售量的單曲。曾在讀賣電視台電視動畫《金田一少年之事件簿》當作片尾主題曲使用。
另外該歌曲有製作PV，收錄在PV集《二次元.2》。

## 收錄歌曲
所有歌曲由Ryutaro作詞。
1. Sink
  - 作曲：Tadashi
  - 讀賣電視台電視動畫《金田一少年之事件簿》片尾主題曲
2. - 作曲：Akira（日语：ナカヤマアキラ）
3. Sink -Instrumental-

## 收錄專輯
- 原創專輯《Parade（日语：Parade (Plastic Treeのアルバム)）》（#1）
- 精選專輯《Cut ～Early Songs Best Selection～（日语：Cut 〜Early Songs Best Selection〜）》（#2）
- 精選專輯《Single Collection（日语：Single Collection (Plastic Treeのアルバム)）》（#1）
- 精選專輯《Premium Best（日语：Premium Best）》（#1）
- 精選專輯《Best Album 黑盤（日语：Best Album 黒盤）》（#1、#2）
- 精選專輯《ALL TIME THE BEST（日语：ALL TIME THE BEST）》（#1）
- 精選專輯《Premium Best ～2010 Expanded Edition～（日语：Premium Best 〜2010 Expanded Edition〜）》（#1）

## 來源
1. ↑  . Oricon.   [2017-01-29]. （原始内容存档于2010-12-22） （日语）.